# Bomberahalli, Challakere
Bomberahalli là một làng thuộc tehsil Challakere, huyện Chitradurga, bang Karnataka, Ấn Độ.